# Ibrahim Kanapacki
Ibrahim Barysawicz Kanapacki (biał. Ібрагім Барысавіч Канапацкі, ros. Ибрагим Борисович Канапацкий, Ibragim Borisowicz Kanapacki; ur. 28 lutego 1949 w Śmiłowiczach, zm. 9 września 2005) – białoruski historyk i nauczyciel akademicki narodowości tatarskiej, działacz społeczny tatarskiej mniejszości narodowej na Białorusi; kandydat nauk historycznych (odpowiednik polskiego stopnia doktora).

## Życiorys
Urodził się 28 lutego 1949 roku w osiedlu typu miejskiego Śmiłowicze, w rejonie czerwieńskim obwodu mińskiego Białoruskiej SRR, ZSRR. W 1970 roku ukończył Miński Państwowy Instytut Pedagogiczny. Pracował jako nauczyciel w rejonie berezyńskim, następnie, w 1975 roku, jako asystent, a później starszy wykładowca, docent w Białoruskim Uniwersytecie Pedagogicznym. W 1978 roku uzyskał stopień kandydata nauk historycznych. Temat jego dysertacji kandydackiej brzmiał: Udział robotników w zagospodarowaniu dziewiczych ziem Kazachstanu. 1954–1960.
Był członkiem korespondentem Międzynarodowej Akademii Badania Mniejszości Narodowych. Pełnił funkcję przewodniczącego wspólnoty muzułmańskiej w Mińsku i wiceprzewodniczącego Muzułmańskiej Wspólnoty Religijnej w Republice Białorusi. Był także prezesem Krajowej Fundacji Charytatywnej „Zamzam” i redaktorem ukazującego się od 1991 roku kwartalnika białoruskich Tatarów „Bajram”. Prowadził badania na temat stosunków między narodowościami, historii i kultury białoruskich Tatarów. Zmarł 9 września 2005 roku.

## Prace
- Po zakonam bratstwa. Uczastije trudiaszczichsia Biełorussii w oswojenii cielinnych ziemiel Kazachstana, Mińsk, 1980;
- (razem z S.W.Duminem) Biełaruskija tatary: minułaje i suczasnasć, Mińsk, 1993;
- (razem z A.A.Kowalenią, A.F.Wielikim, i W.F.Krasowiczem) Rieligija i cierkow′, Mińsk 1998;
- Isłam u Respublicy Biełaruś. Minuuszczyna i suczasnasć W: (pod red. I. Kanapackiego) Materyjały IV miżnarodnaj nawukowa-praktycznaj kanfierencyi. Żniwień 1998, Mińsk, 1999;
- (z Alaksandrem Smolikiem): Historyja i kultura biełaruskich tatar. Mińsk: 2000. (biał.). Brak numerów stron w książce.

## Życie prywatne
Ibrahim Kanapacki był żonaty, miał dwoje dzieci.